# Artabotrys palustris
Artabotrys palustris là loài thực vật có hoa thuộc họ Na. Loài này được Louis ex Boutique mô tả khoa học đầu tiên năm 1951.